# Солдатская слободка (Киев)
Солда́тская слобо́дка (укр. Солда́тська слобі́дка) — историческая местность, микрорайон в Шевченковском районе города Киева. 
Расположена между улицами Сечевых Стрельцов, Обсерваторной, Бульварно-Кудрявской, площадью Победы, проспектом Победы и улицей Вячеслава Черновола. Граничит с историческими местностями Арестантские огороды, Евбаз, Лукьяновка, Шулявка, Кудрявец.

## Описание
Возникла в первой половине XIX века как поселение (слобода) для отставных солдат армии (Киевская крепость). В результате интенсивной застройки и заселения здесь горожан вскоре потеряла статус отдельного поселения и была включена в черту города.
Основные улицы: Павловская, Полтавская, Дмитриевская, Златоустовская, Тургеневская и Гоголевская.
Некоторые исследователи включают к Солдатской слободке также прилегающую к ней часть Лукьяновки, которая была распланирована и застраивалась одновременно с ней (территория современных улиц Глебова, Коперника, Николая Кравченко и конечная часть Дмитриевской улицы.

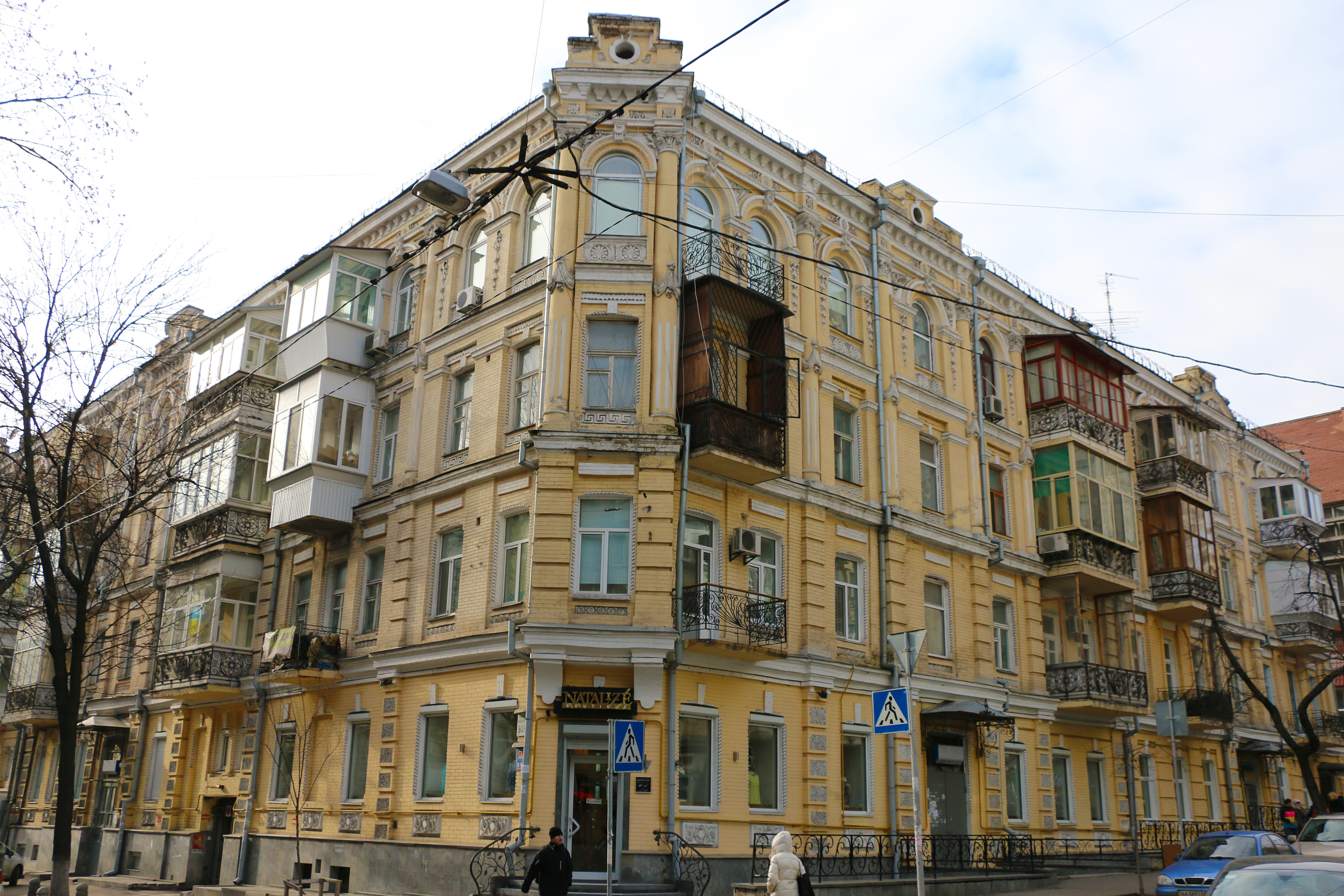
Дореволюционный доходный дом

Одноэтажная застройка (частные жилые дома отставных солдат и их потомков) была снесена частично во второй половине 1930-х гг., после переноса столицы УССР из Харькова в Киев, частично в послевоенное время, в ходе интенсивной застройки данной местности в периоды правления Н. С. Хрущёва и Л. И. Брежнева. На территории местности «островками» сохранилась купеческая застройка (доходные дома) конца XIX — начала XX века. Дореволюционная архитектура отличается использованием в строительстве весьма качественного греппинер-клинкерного кирпича жёлтого цвета, добывавшегося из карьеров в Сырецком районе и обжигавшегося там же, на кирпичных заводах. Поэтому до начала покраски дореволюционных зданий все они имели характерный монотонный жёлтый цвет и металлическую облицовку крыши, заменённую впоследствии на волнистый асбестоцементный шифер. Высокий профессионализм дореволюционных инженеров-строителей при проектировании, добросовестность строителей и качественные стройматериалы позволили «царским» домам пережить три войны (Первую мировую, гражданскую и Великую Отечественную), две революции (1905, 1917), подземные работы по строительству Киевского метрополитена и разветвлённого комплекса подземных защитных сооружений, а также многочисленные перепланировки с надстройками дополнительных этажей и мансард. Жилые дома сталинского периода строились для расселения рабочих и служащий близлежащих заводов «Ленинская кузня» и завода им. Артёма, а также рабочих-путейщиков киевского узла Юго-Западной железной дороги.